# Solange Tagliavini
Solange Tagliavini (født 22. januar 1985) er en håndboldspiller fra Argentina. Hun spiller på Argentinas håndboldlandshold, og deltog under VM 2011 i Brasilien.